# Неореспубліканізм

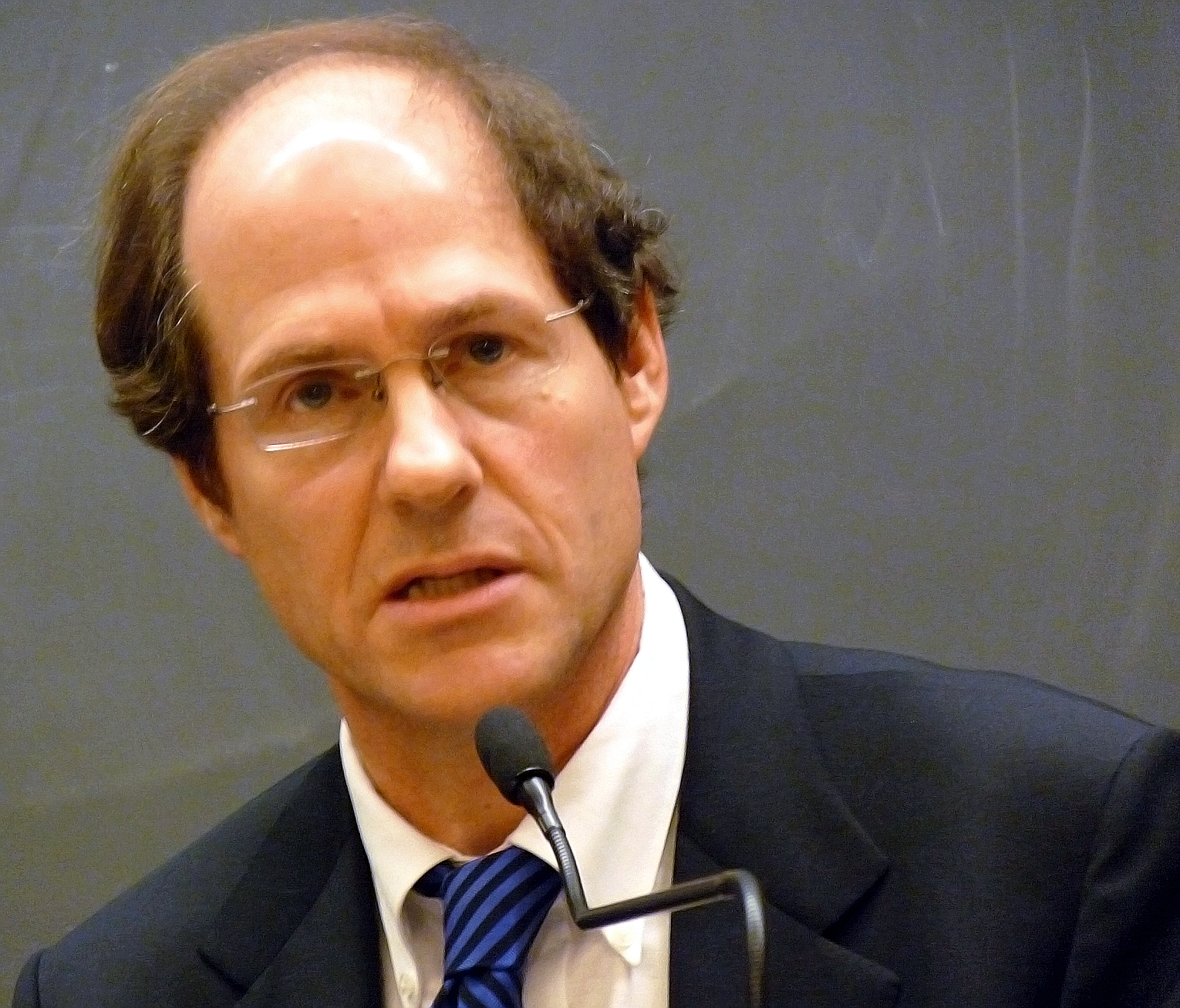
Кас Санстейн

Неореспубліканізм — політична концепція і публічна філософія, що розробляється на основі класичної республіканської традиції для сучасних цілей.

## Основні ідеї
У неореспубліканській літературі виділяються три основні концепції:
1. Ідея вільної особистості, яка не піддатна свавільному впливу чи контролю інших осіб.
2. Концепція вільної держави, яка працює на сприяння свободі своїх громадян, не прагнучи при цьому панувати над ними.
3. Концепція активного громадянства, що передбачає пильне стеження за збереженням ролі держави як захисника від домінування.

Неореспубліканська наукова програма звертає увагу на такі аспекти:
- Легітимність та демократія.
- Добробут та справедливість.
- Публічна політика та створення інституцій.

## Теоретики неореспубліканізму і їхні праці
Видатними теоретиками цього руху є Філіп Петті і Кас Санстейн, кожен з яких написав кілька робіт, що визначають республіканізм і його відмінності від лібералізму. Майкл Сендел, пізньонавернений до республіканізму з комунітаризму, виступає за заміну або доповнення лібералізму республіканізмом, як це викладено в його праці Незадоволення демократією: Америка в пошуках суспільної філософії" англ. Democracy's Discontent: America in Search of a Public Philosophy.
Сучасні роботи неореспубліканців включають книгу юриста К. Сабіл Рахман «Демократія проти панування» англ. Democracy Against Domination, яка прагне створити неореспубліканську основу для економічного регулювання, засновану на думках Луї Брендейса і Джона Дьюї та народному контролі, на противагу як новому курсу, так і менеджеризму в стилі нового курсу та неоліберального дерегулювання Приватний уряд філософа Елізабет Андерсон простежує історію республіканської критики приватної влади, стверджуючи, що класична політика вільного ринку 18-го і 19-го століть, спрямована на допомогу робітникам, призвела лише до їхнього домінування роботодавцями. У статті Від рабства до кооперативної співдружності політолог Алекс Гуревич досліджує різновид американського республіканізму кінця 19-го століття, відомий як трудовий республіканізм, що являв собою продюсеристську профспілку «Лицарі праці», і як республіканські концепції були використані на службі прав робітників, але також з різкою критикою ролі цієї профспілки в підтримці Закону про виключення Китаю.